# Ángel Antonio Salvadores

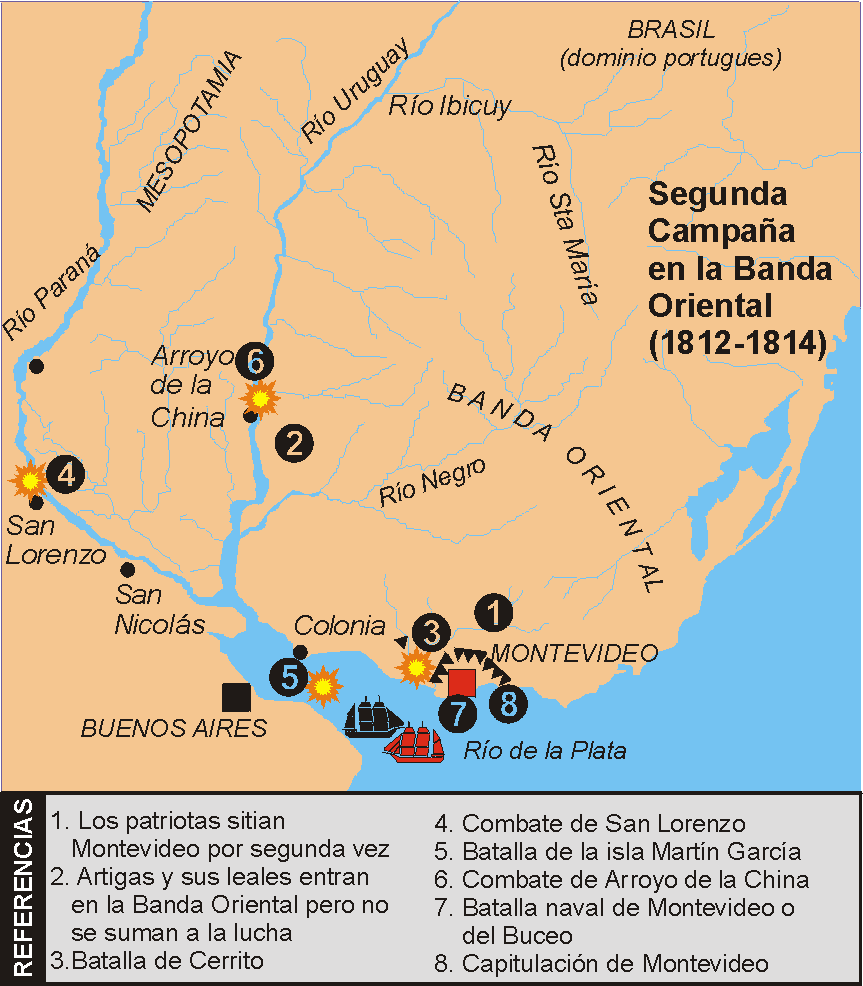

Ángel Antonio Salvadores (Buenos Aires, 2 de agosto de 1792 - Villavicencio, Mendoza 25 de septiembre de 1841) fue un militar argentino de larga trayectoria que tras participar en las guerras de la independencia argentina, las Expediciones Libertadoras a la Banda Oriental, las Expediciones Auxiliadoras al Alto Perú y la Expedición Libertadora del Perú, tuvo un destacado papel en las guerras civiles argentinas como coronel de la facción unitaria.
Era primo hermano de Mariano Moreno, considerado uno de los ideólogos de la Revolución de Mayo.

## Biografía
Nació en Buenos Aires el 2 de agosto de 1792, hijo de Manuel Salvadores, natural de Málaga, España, de profesión médico, y de María Antonia Valle, hermana de Ana María Valle, quién fuera madre de Mariano Moreno y Manuel Moreno.
Algunos de sus hermanos fueron; el funcionario Bonifacio Salvadores, el teniente Desiderio Salvadores, el teniente coronel Gregorio Salvadores, el capitán Juan José Salvadores, el sargento mayor Lucio Salvadores, el médico Manuel Antonio Salvadores, el periodista Pedro María Salvadores y el coronel Toribio Salvadores, y el funcionario José María Salvadores (a quién Jorge Luis Borges le dedica una narración, confundiéndolo con su hermano Pedro).
Pese a la profesión de su padre y aunque recibió una educación esmerada, en 1805 se enroló en el ejército.
Adhirió al movimiento emancipador del 25 de mayo de 1810
al igual que el resto de su familia, y se incorporó como subteniente del Regimiento de la Estrella de Domingo French el 1 de junio de ese año, siendo ascendido poco después a teniente 2.º del mismo cuerpo.
El 19 de agosto de 1811, durante el segundo bombardeo de Buenos Aires efectuado por la flota realista, Salvadores cortó la espoleta de una granada caída en la Recova donde formaba su regimiento evitando así su explosión. Por ese gran acto de arrojo fue ascendido a teniente 1.º y pasó a formar en la compañía de fusileros del Regimiento N.º 3.

## Campaña de la Banda Oriental
Participó de la represión del "Motín de las Trenzas" y en 1812 pasó a la Banda Oriental con el Regimiento de Infantería N.º 6, participando de la campaña y del consiguiente segundo sitio de Montevideo.
Con 10 soldados de su regimiento sostuvo victoriosamente un encuentro con una partida de 100 hombres de la infantería realista.
Tomó parte de la batalla del Cerrito, siendo ascendido a ayudante mayor el 18 de mayo de 1813.
Con el grado de Capitán, asistió a la caída de la plaza enemiga en marzo de 1814.

## Ejército del Norte
Pasó luego a Colonia del Sacramento a bordo del bergantín San Pío, de allí a Santa Fe y desde esa ciudad partió a Tucumán incorporándose ese mismo año al Ejército del Norte que iniciaría la tercera expedición auxiliadora al Alto Perú.

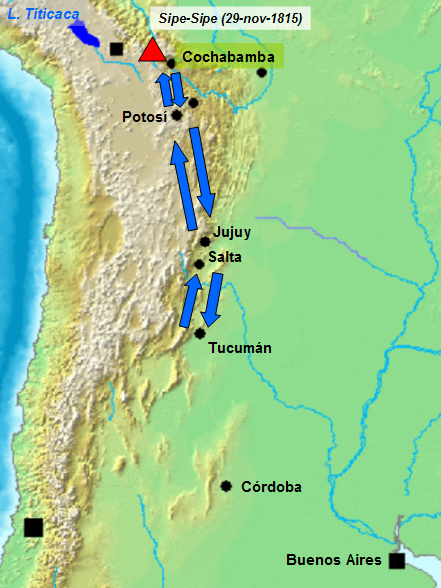
Tercera Campaña al Alto Perú (1815).

Asistió a la batalla de Puesto del Marqués del 17 de abril de 1815. Participó de la posterior ofensiva sobre Potosí y de la batalla de Venta y Media librada el 21 de octubre de ese año, en la que fue herido y capturado.
Permaneció cinco años en las "casamatas" de la Fortaleza del Real Felipe en el Callao, a resultas de lo cual su salud quedó quebrantada por el resto de sus días.

## Campaña del Perú
El general José de San Martín consiguió su libertad en 1820 canjeándolo por prisioneros enemigos y lo nombró sargento mayor, tras lo que participó de la segunda campaña a las sierras comandada en 1821 por Juan Antonio Álvarez de Arenales.
Tras un encuentro favorable contra tropas realistas de la división al mando de José Canterac, fue comisionado por el general Las Heras como parlamentario en la plaza fuerte del Callao, la que finalmente capituló.
Por su comportamiento, Salvadores recibió de San Martín la Orden del Sol y la medalla con diamantes que otorgó a quienes lo acompañaron desde Valparaíso, siendo ascendido a teniente coronel graduado el 23 de diciembre de 1821.
El 6 de febrero de 1822 el marqués de Torre Tagle lo nombró teniente coronel efectivo.
Tras derrotar a un destacamento realista y capturar a su comandante el capitán José Cienfuegos, Salvadores fue nombrado en 1823 ayudante del gobierno de Lima. Levantado el sitio del Callao con las fuerzas del general Enrique Martínez intervino en otra acción en persecución de los realistas lo que le valió el grado de coronel.
En 1824 actuó como edecán de Simón Bolívar en la batalla de Junín.
Mereció una medalla de oro otorgada por Bolívar por su actuación en el sitio del Callao en el que permaneció hasta 1825.

## Frontera bonaerense
El 10 de abril de 1826 el presidente Bernardino Rivadavia le reconoció el grado de coronel efectivo. Arribó a Buenos Aires el 24 de julio de 1826 y fue nombrado comandante del Regimiento N.º  5 de Milicias de Campaña el que procedió a reorganizar. Por su salud no pudo intervenir en las operaciones de la Guerra del Brasil, limitándose a la custodia de prisioneros enemigos en Dolores.
Salvadores continuó al mando de su regimiento en la frontera hasta 1828.
Formó parte del tribunal militar que juzgó a algunos oficiales cuestionados por su actuación en un encuentro naval frente a Colonia.
Al producirse el golpe de Juan Lavalle del 1 de diciembre de 1828, todos sus hermanos participaron del levantamiento excepto él por encontrarse enfermo.

## Exilio
En 1832, Ángel Pacheco lo invitó a participar de la Campaña al Desierto pero rechazó esta invitación por motivos políticos contrarios a Rosas, aunque apoyó el gobierno de Juan Ramón Balcarce en 1833, por lo que tras la revolución de los Restauradores, por ser considerado "lomo negro", fue pasado a plana Mayor Inactiva el 24 de noviembre de 1834 y borrado del escalafón militar por Rosas, medida que Salvadores rechazó, por no considerarse "coronel de papel sino de carrera".
Opositor a Rosas, se retiró con su numerosa familia a Barracas trabajando como peón, lo que agravó sus dolencias, hasta que en 1836 emigró a Montevideo.

## Legión Salvadores

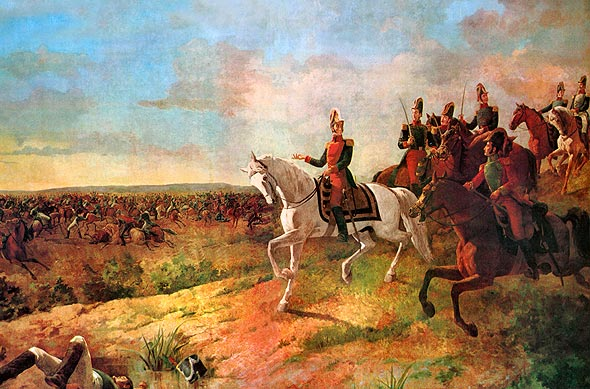
Batalla de Junín.

Fue uno de 160 oficiales que reclutó Lavalle en julio de 1839 para pasar a la isla Martín García en buques de la armada francesa mientras se mantenía el Bloqueo francés al Río de la Plata. Formó parte de la autodenominada Legión Libertadora.
Lavalle lo puso al frente de la 1.º División de su ejército, y el 22 de septiembre participó en la Batalla de Yeruá, donde la actuación de su infantería fue decisiva para el triunfo del general unitario.
Intervino en la campaña sobre Entre Ríos iniciada en febrero de 1840, y meses más tarde en la batalla de Don Cristóbal, donde la llamada legíón Salvadores se volvió a destacar.
Participó de la ofensiva de Lavalle sobre Buenos Aires y del posterior repliegue. Fue parte del asalto y de la toma de Santa Fe, y luchó en la batalla de Quebracho Herrado, donde debió retirar su división debido a las numerosas pérdidas sufridas.
El 16 de enero de 1841, se sumó a las fuerzas de Gregorio Aráoz de Lamadrid, quien lo puso al frente de su infantería. Participó de la campaña en Tucumán, Salta y Catamarca, y en la posterior campaña de Cuyo. Luego de combatir en la batalla de Angaco ocupó las ciudades de San Juan y Mendoza hasta el 3 de septiembre (el 16 de septiembre los federales retomarán la ciudad de San Juan capturando y ejecutando al General Acha, que había sido jefe unitario en Angaco).

Asistió a la batalla de Rodeo del Medio el 24 de septiembre y tras la completa victoria federal intentó al igual que los restos de su ejército pasar la Cordillera de los Andes rumbo a Chile.
El 25 de septiembre de 1841, fue emboscado en Villavicencio por una división al mando del comandante Rodríguez, mientras emprendía el cruce desde la provincia de Mendoza.
De acuerdo a Norberto Quirno Costa en Biografía del coronel Salvadores «el comandante Rodriguez gritó ¡Ríndase, coronel! pero este alzando su espada fuera de sí, en aquel cuadro tremendo de horrores y de muerte, sofocado por los rayos del sol, el humo de la pólvora y el fuego de la metralla, contestó altivo y colérico, el coronel Salvadores no se rinde, muere al frente de su tropa».
Estaba casado con Luisa de Atero, hija del coronel realista Miguel María de Atero.
Una calle ubicada en el barrio de Barracas de la Ciudad de Buenos Aires lleva su nombre.